# Josh Sussman
Josh Sussman (født 30. december 1983) er en amerikansk skuespiller, bedst kendt for sin rolle som Hugh Normous i Magi på Waverly Place og sin rolle som Jacob Ben Israel i Glee.

## Opvæst og uddannelse
Sussman voksede op i Teaneck, New Jersey.  Han studerede Drama i to år på School for Film and Television i New York City. I vinteren 2008/2009 han deltog i Birthright Israel. Han bor i Los Angeles.

## Filmografi
| År        | Titel                          | Rolle                         | Noter                         |
| --------- | ------------------------------ | ----------------------------- | ----------------------------- |
| 2004–2007 | Drake & Josh                   | Clayton                       | 2 episoder                    |
| 2005      | My Crazy Life                  | Derek, Tom Green's Bedste ven | 1 episode                     |
| 2007      | Zip                            | Martin                        |                               |
| 2007      | The Tonight Show with Jay Leno | Brian                         | American Idol Spoof 1 episode |
| 2007      | What About Brian               | Ben                           | 3 episoder                    |
| 2007      | The Suite Life of Zack & Cody  | Kopidreng                     | 1 episode                     |
| 2008      | The Evening Journey            | Pale Faced Boy                |                               |
| 2008–2011 | Wizards of Waverly Place       | Hugh Normous                  | 8 episoder                    |
| 2009      | The Juggler                    | The Pick-Up Artist            |                               |
| 2009      | Sonny With A Chance            | Mailman                       | 1 episode                     |
| 2009      | Bones                          | Afro Geek                     | 1 episode                     |
| 2009      | Stay Cool                      | Jungle Journalist #2          |                               |
| 2009-nu   | Glee                           | Jacob Ben Israel              |                               |
| 2010–nu   | Warren the Ape                 | Cecil Greenblatt              |                               |
| 2011      | Fish Hooks                     | Randy Pincherson              |                               |
| 2012      | Equals Three                   | Gæstevært                     |                               |

## Eksterne links
- Josh Sussman på Internet Movie Database (engelsk)
- Josh Sussman på AlloCiné (fransk)
- Josh Sussman på Rotten Tomatoes (engelsk)
- Josh Sussman på The Movie Database (engelsk)